# Highlander (série de films)
Pour les articles homonymes, voir Highlander.
 Pour plus de détails, voir Fiche technique et Distribution
Highlander est une série de films débutée en 1986. La saga connait 5 longs métrages. La franchise a connu également deux séries télévisées (Highlander et son spin-off intitulé L'Immortelle), une série d'animation franco-canadienne (Highlander) et un film d'animation japonais (Highlander : Soif de vengeance). Un reboot, réalisé par Chad Stahelski, entrera en tournage en 2025.

## Synopsis
Highlander (1986)
Connor MacLeod, le « Highlander », est un guerrier des Highlands écossaises. Né en 1518, il devient immortel en 1536, à l’âge de 18 ans. Il fait alors partie d'un groupe restreint d'élus immortels tels que lui, qui ne peuvent être tués que par décapitation. Rejeté par son clan, il part vivre avec Heather. Formé par un autre immortel, le guerrier espagnol d’origine égyptienne Juan Sanchez Villa-Lobos Ramirez, MacLeod vit encore pendant plusieurs siècles avant de s’installer à New York à la fin du XXe siècle, sous l'identité d'un gérant de magasin d’antiquités, Russell Nash.
En 1985, MacLeod tombe amoureux de Brenda, une scientifique légiste de la police new-yorkaise qui enquêtait à son sujet. Il découvre également qu'il doit faire face à son plus grand ennemi, le Kurgan, un autre immortel qui souhaite le tuer pour obtenir le « Prix » — une capacité spéciale qui est donnée au dernier guerrier immortel encore vivant, comprenant de vastes connaissances et la capacité d'asservir la race humaine.
Highlander, le retour (1991)
En 1994, Connor MacLeod est désormais mortel. Il promet à sa femme mourante, Brenda, de protéger le monde des rayons de soleil devenu nocifs pour les Humains. En 1999, il supervise ainsi la conception d'un bouclier-laser destiné à protéger la Terre des rayons du soleil, après la destruction de la couche d'ozone. Le projet est un succès : grâce au bouclier, la Terre est sauvée, mais l'Humanité va bientôt être asservie par une puissante entreprise, qui s'occupe de la gestion du bouclier et oblige la population à payer un impôt pour pouvoir en bénéficier.
En 2024, la planète est depuis 25 ans sous le bouclier. C'est alors que le général Katana, un immortel vivant sur la planète Zeist, planète d'origine de tous les immortels, envoie sur Terre deux immortels pour tuer MacLeod. Bien qu'ayant vieilli physiquement, MacLeod sait toujours bien se défendre : il parvient ainsi à décapiter l'un des deux sbires immortels et reçoit son quickening, ce qui lui permet de retrouver son immortalité et son aspect de jeune homme. En décapitant le second sbire immortel, MacLeod parvient à ressusciter son ami Ramirez, mort plus de quatre siècles auparavant.
Ensemble, MacLeod et Ramirez vont lutter contre Katana, venu sur Terre pour les tuer. Ayant appris que la couche d'ozone s'est reformée et que le bouclier-laser est devenu inutile, ils vont également lutter contre la compagnie qui l'exploite dans son propre intérêt financier.
Highlander 3 (1994)
Au XVIe siècle au Japon, Connor MacLeod rencontre l'immortel Nakano, un sorcier maitre de l'illusion, qui lui enseigne une partie de son savoir. Mais MacLeod est poursuivi par Kane, un autre immortel. Il parvient à le retrouver et tue le sage Nakano. Mais la puissance du quickening fait s'effondrer la grotte. Kane est enterré vivant avec les deux autres immortels qui lui étaient alliés.
En 1788, en France, Connor rencontre Sarah Barrington venue d'Angleterre et en tombe amoureux. Pendant la Révolution française, l'immortel est capturé et condamné à mort pour trahison contre le roi Louis XVI. Son ami Pierre Bouchet, lui aussi immortel, prend sa place, fatigué de sa longue vie. Croyant que Connor est mort, Sarah épouse un autre homme. Au moment où MacLeod la retrouve, il découvre qu'elle a désormais fondé une famille. Le Highlander décide de la laisser continuer à croire qu'il est mort.
En 1985, le rassemblement a lieu à New York et MacLeod est apparemment le dernier immortel encore en vie. Lui et son nouvel amour Brenda Wyatt déménagent en Écosse et se marient. Elle est tuée dans un accident de voiture en 1987 alors que lui survit sans aucune blessure, indiquant qu'il n'a pas perdu son immortalité et n'a peut-être pas remporté le prix. En 1994, Connor vit avec son fils adoptif John à Marrakech. Pendant ce temps, l'archéologue Dr Alexandra Johnson (très ressemblante à Sarah Barrington) fait partie d'une équipe qui mène des fouilles dans la grotte légendaire de Nakano. L'excavation libère Kane et ses acolytes. Kane décapite Senghi pour gagner en puissance tandis que son autre soldat Khabul part à la recherche de Connor.
Highlander: Endgame (2000)
À New York, Connor s'entretient avec Duncan MacLeod, son cousin avec lequel il partage une profonde amitié depuis le XVIIe siècle et leur rencontre sur un champ de bataille en 1625. Il est lui aussi immortel. Connor semble soucieux mais ne lui dit rien. Dix ans plus tard, dans le présent, alors que Connor rentre chez lui, son immeuble explose tuant son amie de très longue date, Rachel Ellenstein. Anéanti, il se réfugie dans le Sanctuaire, un lieu sacré où les Immortels sont en sommeil. Connor se remémore alors certains événements et souvenirs.
En 1555, Connor MacLeod vit seul avec sa femme Heather. Il décide cependant de retourner dans son village natal de Glenfinnan, pour sauver sa mère sur le point d'être jugée pour sorcellerie. Malgré son intervention, Connor ne peut empêcher son exécution par les villageois dont Jacob Kell, ancien ami de Connor. Ce dernier se venge en tuant Kell et son père adoptif, le Père Rainey. Cependant, Kell renaît en immortel et entend bien venger la mort de Rainey en tuant Connor. Durant les siècles suivants, il tue tous les êtres chers à Connor.
En l'an 2000, Kell traque toujours Connor. Ayant tué plus de six cents immortels avec l'aide de ses disciples, ils attaquent même le Sanctuaire. Kell détient un très grand pouvoir qui lui permet d'affronter Connor.
De son côté, Duncan vit désormais seul. Revenant à New York, il se souvient lui aussi de son passé et de sa bien-aimée Kate. Avec Connor, ils vont devoir s'unir pour affronter Kell et ses disciples.
Highlander : Le Gardien de l'immortalité (2007)
Dans un futur proche, le monde a sombré dans le chaos. Dans une ville en ruines quelque part en Europe de l'Est, Duncan MacLeod se remémore les joies de sa vie passée. Esseulé et sans espoir, il finit par se joindre à un petit groupe d'immortels, dont fait partie son mystérieux ami Methos, ainsi que son ami guetteur et mortel, Joe Dawson. Ensemble, ils partent à la recherche des origines des premiers immortels ainsi que de « La Source » de leur immortalité, une mystérieuse entité avec laquelle la femme de Duncan, Anna, semble avoir un lien. Protégé par un gardien, Duncan se verra être l'élu qui atteindra cette Source, et qui lui accordera le don qui donnera tout son sens à la phrase typique des immortels : « Il ne peut en rester qu'un ».

## Fiche technique
|                                | Highlander (1986)                             | Highlander, le retour (1991)                  | Highlander 3 (1994)                           | Highlander: Endgame (2000)                      | Highlander : Le Gardien de l'immortalité (2007) |
| ------------------------------ | --------------------------------------------- | --------------------------------------------- | --------------------------------------------- | ----------------------------------------------- | ----------------------------------------------- |
| Titre québécois (si différent) |                                               | Highlander 2 - Le retour                      | Highlander III                                | Highlander: le dernier affront                  |                                                 |
| Titre original                 | Highlander                                    | Highlander II: The Quickening                 | Highlander III: The Sorcerer                  | Highlander: Endgame                             | Highlander: The Source                          |
| Réalisateurs                   | Russell Mulcahy                               | Russell Mulcahy                               | Andy Morahan                                  | Douglas Aarniokoski                             | Brett Leonard                                   |
| Scénaristes                    | Gregory Widen                                 |                                               | Paul Ohl                                      | Joel Soisson                                    | Stephen Kelvin Watkins                          |
| Scénaristes                    | Peter Bellwood                                | Peter Bellwood                                | Brad Mirman (non crédité)                     | Eric Bernt (histoire)                           | Mark Bradley                                    |
| Scénaristes                    | Larry Ferguson                                | Brian Clemens (histoire)                      | René Manzor (non crédité)                     | Gillian Horvath (histoire)                      |                                                 |
| Scénaristes                    | William N. Panzer (histoire)                  |                                               |                                               |                                                 |                                                 |
| Montage                        | Peter Honess                                  | Hubert de La Bouillerie                       | Yves Langlois                                 | Chris Blunden, Rod Dean, Robert A. Ferretti     | Chris Blunden                                   |
| Montage                        |                                               | Anthony Redman                                |                                               | Tracy Granger, Michael N. Knue, Donald Paonessa | Les Healey                                      |
| Producteurs                    | Peter S. Davis                                | Peter S. Davis                                | Claude Léger                                  | Peter S. Davis                                  | Peter S. Davis                                  |
| Producteurs                    | William N. Panzer                             | William N. Panzer                             | Éric Altmayer (coproducteur)                  | William N. Panzer                               | William N. Panzer                               |
| Producteurs                    |                                               | Jean-Luc Defait                               | James Daly (coproducteur)                     | Bob Weinstein (délégué)                         | Adrian Paul (délégué)                           |
| Producteurs                    |                                               | Ziad El Khoury                                | Jean Cazes (coproducteur)                     | Harvey Weinstein (délégué)                      | Michael Ryan (coproducteur)                     |
| Musique                        | Michael Kamen                                 | Stewart Copeland                              | J. Peter Robinson                             | Nick Glennie-Smith Stephen Graziano             | George Kallis                                   |
| Photographie                   | Gerry Fisher                                  | Phil Meheux                                   | Steven Chivers                                | Douglas Milsome                                 | Steve Arnold                                    |
| Dates de sortie États-Unis     | 7 mars 1986                                   | 1er novembre 1991                             | 27 janvier 1995                               | 1er septembre 2000                              | 15 septembre 2007 (TV)                          |
| Dates de sortie France         | 26 mars 1986                                  | 6 février 1991                                | 18 janvier 1995                               | 2 mai 2001                                      | 10 juillet 2011 (DVD)                           |
| Durée                          | 116 minutes                                   | 91 minutes                                    | 99 minutes                                    | 87 minutes                                      | 86 minutes                                      |
| Budget                         | 16 000 000 $                                  | 30 000 000 $                                  | 26 000 000 $                                  | 25 000 000 $                                    | 13 000 000 $                                    |
| Genres                         | science-fiction, fantastique, action aventure | science-fiction, fantastique, action aventure | science-fiction, fantastique, action aventure | science-fiction, fantastique, action aventure   | science-fiction, fantastique, action aventure   |
| Pays de production             | Royaume-Uni                                   | Royaume-Uni                                   | Royaume-Uni                                   |                                                 | Royaume-Uni                                     |
| Pays de production             | États-Unis                                    | États-Unis                                    | France                                        | États-Unis                                      | Lituanie                                        |
| Pays de production             |                                               | Canada                                        |                                               |                                                 |                                                 |
| Sociétés de production         | Thorn EMI Screen Entertainment                | Harat Investments                             | Fallingcloud                                  | Davis-Panzer Productions                        | Davis-Panzer Productions                        |
| Sociétés de production         | Highlander Productions Limited                | Lamb Bear Entertainment                       | Initial Groupe                                | Dimension Films                                 | HandMade Films                                  |
| Sociétés de production         |                                               |                                               | Lumière Pictures                              |                                                 | IAC Films                                       |
| Sociétés de production         |                                               |                                               | Transfilm                                     |                                                 | Lietuvos Kinostudija                            |
| Sociétés de production         |                                               |                                               |                                               | Lithuanian Film Studio                          |                                                 |
| Sociétés de production         |                                               |                                               |                                               | Sequence Film                                   |                                                 |

## Distribution
| Personnage                    | Highlander (1986)  | Highlander, le retour (1991) | Highlander 3 (1994) | Highlander: Endgame (2000) | Highlander : Le Gardien de l'immortalité (2007) |  |
| ----------------------------- | ------------------ | ---------------------------- | ------------------- | -------------------------- | ----------------------------------------------- |  |
| Connor MacLeod                | Christophe Lambert | Christophe Lambert           | Christophe Lambert  | Christophe Lambert         |                                                 |  |
| Ramirez                       | Sean Connery       | Sean Connery                 |                     |                            |                                                 |  |
| le Kurgan                     | Clancy Brown       |                              |                     |                            |                                                 |  |
| Heather MacLeod               | Beatie Edney       |                              |                     | Beatie Edney               |                                                 |  |
| Brenda J. Wyatt               | Roxanne Hart       | Karin Drexler                |                     |                            |                                                 |  |
| Rachel Ellenstein             | Sheila Gish        |                              |                     | Sheila Gish                |                                                 |  |
| Kate MacLeod                  | Celia Imrie        |                              |                     | Lisa Barbuscia             |                                                 |  |
| Louise Marcus                 |                    | Virginia Madsen              |                     |                            |                                                 |  |
| Général Katana                |                    | Michael Ironside             |                     |                            |                                                 |  |
| Allan Neyman                  |                    | John C. McGinley             |                     |                            |                                                 |  |
| Kane                          |                    |                              | Mario Van Peebles   |                            |                                                 |  |
| Nakano                        |                    |                              | Mako                |                            |                                                 |  |
| John MacLeod                  |                    |                              | Gabriel Kakon       |                            |                                                 |  |
| Dr. Alexandra Johnson / Sarah |                    |                              | Deborah Kara Unger  |                            |                                                 |  |
| Pierre Bouchet                |                    |                              | Louis Bertignac     |                            |                                                 |  |
| Duncan MacLeod                |                    |                              |                     | Adrian Paul                | Adrian Paul                                     |  |
| Jacob Kell                    |                    |                              |                     | Bruce Payne                |                                                 |  |
| Joe Dawson                    |                    |                              |                     | Jim Byrnes                 | Jim Byrnes                                      |  |
| Methos                        |                    |                              |                     | Peter Wingfield            | Peter Wingfield                                 |  |
| Carlos                        |                    |                              |                     | Damon Dash                 |                                                 |  |
| Anna Teshemka                 |                    |                              |                     |                            | Thekla Reuten                                   |  |
| le Gardien                    |                    |                              |                     |                            | Cristian Solimeno                               |  |

## Accueil

### Critique
| Films                                    | Rotten Tomatoes    | Metacritic            |
| ---------------------------------------- | ------------------ | --------------------- |
| Highlander                               | 71% (38 critiques) | 24/100 (7 critiques)  |
| Highlander, le retour                    | 0% (25 critiques)  | 31/100 (14 critiques) |
| Highlander 3                             | 5% (20 critiques)  | 28/100 (12 critiques) |
| Highlander: Endgame                      | 11% (53 critiques) | 21/100 (16 critiques) |
| Highlander : Le Gardien de l'immortalité | non noté           | non noté              |

### Box-office
| Film                                            | Box-office Mondial  | Box-office - États-Unis - Canada | Box-office France   | Budget              |
| ----------------------------------------------- | ------------------- | -------------------------------- | ------------------- | ------------------- |
| Highlander (1986)                               | 12 900 000 $        | 5 900 000 $,                     | 4 141 203 entrées   | 16 000 000 $        |
| Highlander, le retour (1991)                    | non communiqué      | 15 556 340 $                     | 1 377 109 entrées   | 30 000 000 $,       |
| Highlander 3 (1994)                             | 37 094 773 $        | 13 994 773 $                     | 900 137 entrées     | 26 000 000 $,       |
| Highlander: Endgame (2000)                      | 15 843 608 $        | 12 811 858 $                     | 243 403 entrées     | 25 000 000 $        |
| Highlander : Le Gardien de l'immortalité (2007) | non sorti au cinéma | non sorti au cinéma              | non sorti au cinéma | non sorti au cinéma |

## Commentaire
Dans les quatre premiers films de la franchise, le nom de l'antagoniste principal commence par la lettre K : le Kurgan dans Highlander (1986), le général Katana dans Highlander, le retour (1991), Kane dans Highlander 3 (1994) et enfin Kell dans Highlander: Endgame (2000). Ce ne sera pas le cas dans le 5e film Highlander : Le Gardien de l'immortalité (2007).

## Rebootde la saga
En 2008, il est révélé que Summit Entertainment travaille sur un remake de Highlander (1986). Art Marcum et Matt Holloway sont chargés d'écrire un scénario. Peter Davis, producteur de tous les précédents films - sauf Highlander 3, est annoncé comme producteur. Justin Lin est ensuite engagé comme réalisateur. Live For Film annonce que le projet s'intitule alors Highlander: The Reckoning et que Vinnie Jones pourrait incarner le Kurgan.
En février 2011, il est révélé que Melissa Rosenberg rejoint le projet comme scénariste. En août 2011, Justin Lin quitte finalement le poste de réalisateur, pour se concentrer sur d'autres projets, mais en reste producteur délégué. L'Espagnol Juan Carlos Fresnadillo est donc engagé pour le remplacer en septembre 2011, alors que le tournage est prévu pour le printemps 2012.
En mai 2012, Ryan Reynolds est envisagé pour reprendre le rôle principal, alors que le nom de Kevin McKidd avait un temps été évoqué. La présence de Ryan Reynolds est officialisée en juin 2012. Fresnadillo quitte le projet en novembre 2012, suivi par Ryan Reynolds en juin 2013. Finalement, le projet semble relancé quelques mois plus tard lorsque le Français Cédric Nicolas-Troyan, spécialiste des effets spéciaux, est choisi comme réalisateur. Il déclare alors : « Le premier film est sorti en France quand j'étais ado, et c'était un de mes films préférés à l'époque. J'adorais aussi la série, qui a été tournée en partie en France, du côté de la Seine. Ma première réaction a été, comme tout le monde : “A-t-on besoin d'un remake ?” (...) Puis j'ai commencé à réfléchir à l'idée de reprendre ces super personnages d'une manière moderne, viscérale (...) Ce film repose sur un concept qui traverse les genres, avec des éléments de western, voyage dans le temps, fantastique, action, scènes contemporaines... ».
En novembre 2016, Chad Stahelski est annoncé comme réalisateur du film.

## Œuvres et produits dérivés

### Télévision

#### Highlander(1992-1998)

logo de la série télévisée

Highlander est une série télévisée franco-canadienne en 119 épisodes de 48 minutes, créée par Gregory Widen. Elle est diffusée du 3 octobre 1992 au 16 mai 1998 en syndication.
Elle met en scène Duncan MacLeod, interprété par Adrian Paul. C'est un immortel issu du même clan que Connor MacLeod, le personnages principal des films. Duncan a plus de quatre cents ans et travaille comme antiquaire avec sa compagne Tessa Noël entre la ville fictive de Seacouver (contraction de Vancouver, ville de Colombie-Britannique, où a été partiellement tournée la série, et Seattle, ville au Nord-Ouest des États-Unis), et Paris. Il protège également un jeune voyou prénommé Richie. La vie quotidienne de Duncan est ponctuée de duels à l'épée avec d'autres immortels qui veulent l'éliminer. En effet, chaque immortel qui en décapite un autre libère son « quickening », et s'approprie ainsi ses connaissances et ses pouvoirs.

#### Highlander(série d'animation, 1994-1996)
Highlander (Highlander: The Animated Series) est une série télévisée d'animation franco-canadienne en quarante épisodes de 22 minutes, créée par Serge Rosenzweig. Elle est diffusée en France en 1994 sur M6.

logo de la série d'animation

Au Québec, la série fut diffusée à partir du 8 septembre 1997 sur Télétoon.
L'intrigue se déroule dans un futur indéterminé dans lequel une grande catastrophe s'est abattu sur la Terre. Alors que le monde s'enfonce peu à peu dans le chaos, les derniers immortels décident alors de prêter serment : ils choisissent de renoncer aux combats et de mettre au profit de l'Humanité leurs connaissances accumulées depuis des siècles. Mais l'un d'eux, Kortan refuse et s'auto-proclame comme vainqueur du prix. Connor MacLeod refuse de laisser la victoire à Kortan et s'interpose maus mais perd le combat. Après la mort de Connor, l'un des jetators Mangus, promet qu'un jour, un immortel de la nouvelle génération, viendra pour sauver l'Humanité de Kortan… Cet immortel sera un MacLeod, le dernier fils du clan MacLeod. Sept siècles plus tard, alors que Kortan règne en tyran, un homme mystérieux approche Quentin Dundee, un jeune adolescent qui vit avec sa jeune sœur, Clyde. Il lui demande s'il connait son vrai nom. Lorsque les troupes de Kortan débarquent dans le village de Quentin, ce dernier est mortellement blessé et découvre qu'il est immortel et que son vrai nom est Quentin Macleod du clan des Macleod.

#### L'Immortelle(1998-1999)
L'Immortelle (Highlander: The Raven) est une série télévisée franco-canadienne en 22 épisodes de 44 minutes. Elle est diffusée aux États-Unis entre le 26 septembre 1998 et le 17 mai 1999 en syndication. En France, la série a été diffusée du 1er mai au 2 octobre 1999 sur M6 dans le cadre de La Trilogie du Samedi, et au Québec à partir de juillet 2007 sur Mystère.
Il s'agit d'une série dérivée de Highlander mettant en scène Amanda Darrieux, incarnée par Elizabeth Gracen. Amanda est une immortelle âgée de 1180 ans et voleuse de bijoux. Elle fait équipe avec Nick Wolfe, un ancien policier, pour combattre le crime et les immortels.

### Jeux vidéos
Un jeu vidéo intitulé Highlander sort en 1986 pour accompagner le premier film. Highlander: The Last of the MacLeods, inspiré de la série d'animation sort ensuite en 1995.

### Comics
Dynamite Entertainment a publié une série de comics inspirée de la franchise. Brandon Jerwa, Michael Avon Oeming et Lee Moder mettent en scène Connor MacLeod après sa bataille contre le Kurgan à New York, adoptant l'idée de la série télévisée selon laquelle ce n'était pas la bataille finale pour le prix car de nombreux immortels existaient encore sur Terre. Le comucs est suivi de deux mini-séries faisant office de préquelles au film original et d'une mini-série expliquant le passé du Kurgan avant de rencontrer Connor MacLeod.
En 2015, Emerald Star Comics sort Highlander 3030, écrit par Lennit Williams et Matt Kelly. Cette histoire sous licence officielle suit les aventures de Connor MacLeod dans un futur dystopique lointain et sera même soutenu par le compte officiel Facebook Highlander. Highlander 3030 est publié sous forme numérique et est plutôt bien accueilli par la critique. Dans une interview sur le podcast Ten Cent Takes, Matt Kelly confirme que la bande dessinée a eu des problèmes de production, notamment l'artiste initial ayant dû abandonner en raison de problèmes de santé et Davis-Panzer Productions exigeant que l'artiste de remplacement Dan Goodfellow dessine le livre dans un style qui n'était pas son propre style. C'est un échec financier et Emerald Star Comics fera faillite peu de temps après.

### Autre
Highlander: The Card Game (en), un jeu de cartes à collectionner, a été édité par La Montagnard Inc..